# Бример (округ)
Бри́мер (англ. Bremer County) — округ в США, штате Айова. На 2000 год численность населения составляла 23 325 человек. По оценке бюро переписи населения США в 2009 году население округа составляло 23 460 человек. Окружным центром является город Уэйверли.

## История
Округ Бример был сформирован 15 января 1851 года и был назван в 1850 году губернатором Стивеном Хемпстедом в честь шведской писательницы-феминистки Фредрики Бремер.

## География
По данными Бюро переписи населения США площадь округа Бример составляет 1134 км².

### Основные шоссе
- Шоссе 63
- Шоссе 218
- Автострада 3
- Автострада 27
- Автострада 93
- Автострада 188

### Соседние округа
- Чикасо  (север)
- Фейетт  (восток)
- Флойд   (северо-запад)
- Блэк-Хок  (юг)
- Бьюкенен   (юго-восток)
- Батлер  (запад)

### Населённые пункты

#### Города
- Триполи

## Демография
По данным переписи населения 2000 года в округе проживало 23 325 жителей. Среди них 22,7 % составляли дети до 18 лет, 16,9 % люди возрастом более 65 лет. 51,0 % населения составляли женщины.
Национальный состав был следующим: 97,9 % белых, 0,7 % афроамериканцев, 0,1 % представителей коренных народов, 0,6 % азиатов, 0,9 % латиноамериканцев. 0,6 % населения являлись представителями двух или более рас.
Средний доход на душу населения в округе составлял $19199. 7,1 % населения имело доход ниже прожиточного минимума. Средний доход на домохозяйство составлял $56456.
Также 87,7 % взрослого населения имело законченное среднее образование, а 21,5 % имело высшее образование.